# Autel (constellation)
Ara
Pour les articles homonymes, voir autel et Ara.
L'Autel est une constellation de l'hémisphère céleste sud, localisée entre le Scorpion et le Triangle austral. L'Autel (Ara en latin) était l’une des 48 constellations identifiées par Ptolémée.

## Histoire
L'Autel est une constellation assez ancienne qui fut associée à celles du Loup et du Centaure durant l'époque classique et connue alors sous le nom d'Ara Centauri (l'Autel du Centaure). Ces trois constellations furent décrites comme contiguës jusqu'au milieu du XVIIe siècle, avant la création de celle de la Règle par Nicolas-Louis de Lacaille et qui sépare à présent le Loup de l'Autel,.
La constellation de l'Autel fut aussi et principalement assimilée à un encensoir, Al Mijmarah chez les Arabes, Turibulum chez les Romains. C'est en tant que tel que la constellation fut répertoriée par Ptolémée au IIe siècle et qu'elle resta connue jusqu'au XVIIIe siècle, avant que sa dénomination actuelle latinisée (Ara) ne devienne populaire,.
L'Autel fut plus rarement identifié comme celui de Noé, de Moïse, de Salomon ou de Dionysos.

La plupart des représentations de la figure de l'Autel sur les cartes anciennes le montrent à l'envers selon le point de vue d'un observateur de l'hémisphère nord, avec sa base orientée vers le haut, les flammes et la fumée qui s'en dégagent orientées vers le bas. Cette vision s'inverse pour un observateur situé dans l'hémisphère sud.

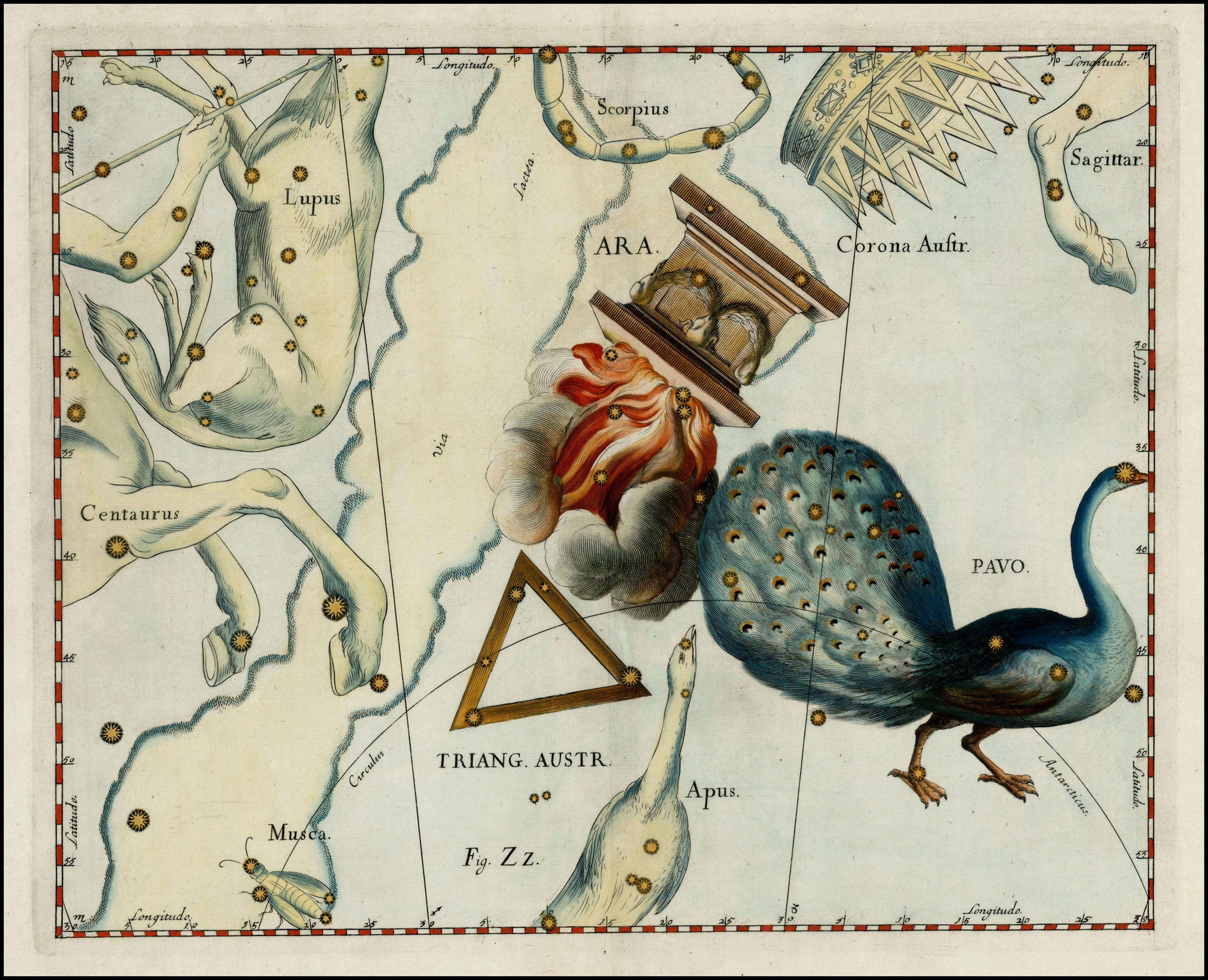
L'Autel dans l'Uranographia de Johannes Hevelius (1697).
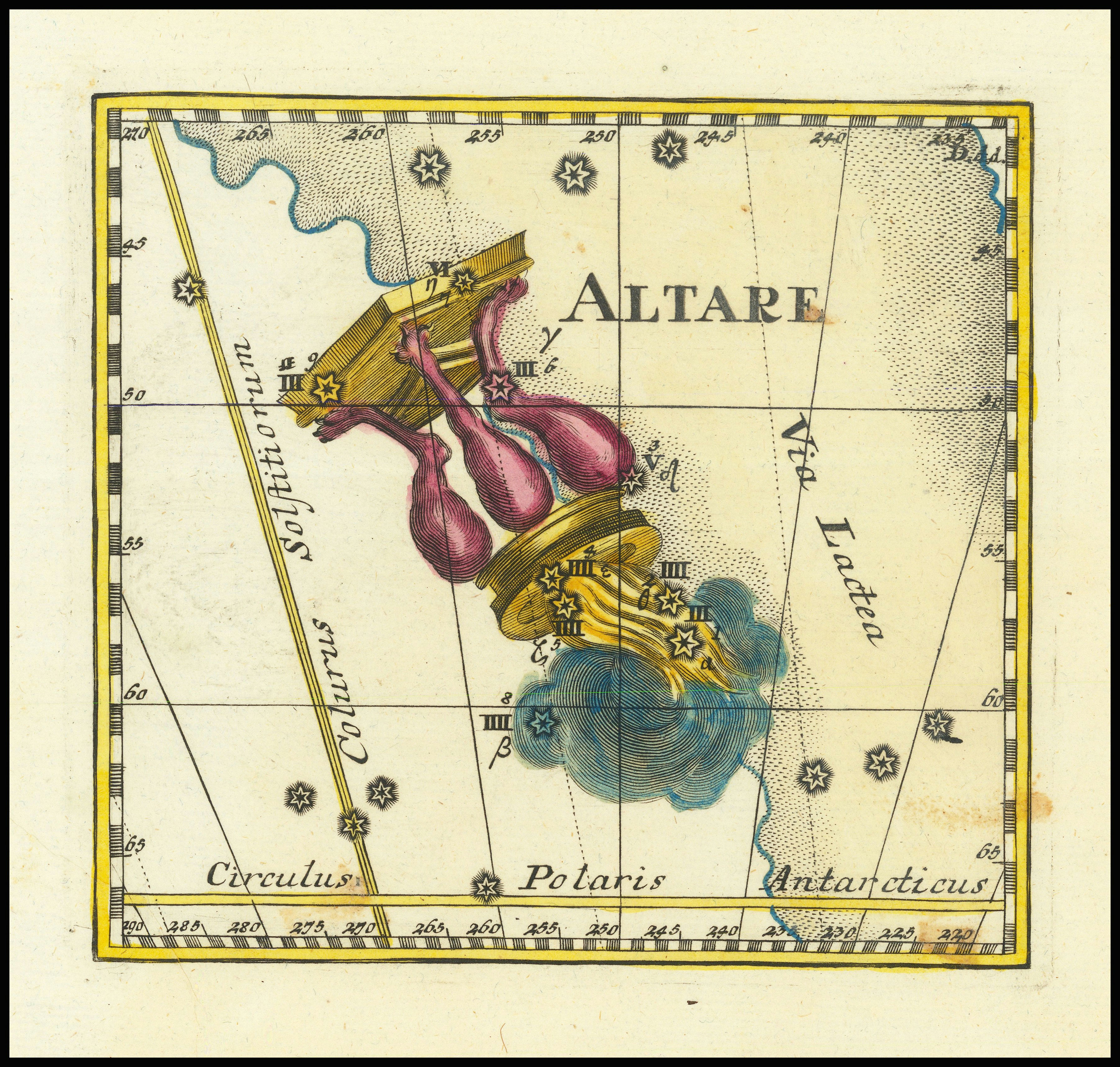
L'Autel représenté par Corbinianus Thomas (1730).

## Observation du ciel

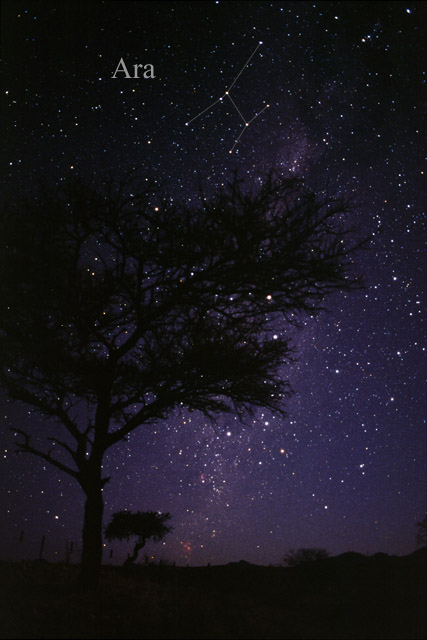
Constellation de l'Autel.

### Localisation de la constellation

Visibilité nocturne de la constellation.

L'Autel fait partie du groupe d'étoiles à l'est de l'alignement formé par Alpha et Beta du Centaure (les deux pieds du Centaure). Il est situé au sud de la queue du Scorpion, dans l'alignement assez net que forment les « yeux du chat » (λ et ν Sco) et θ Sco.

### Forme de la constellation
La constellation est assez faible, et il faut de bonnes conditions de visibilité pour y voir une forme.
La partie la plus évidente est la paire d'étoiles que forment β et γ Ara. Dans leur alignement, on peut repérer Choo (α Ara) à ~5° plus au Nord, δ Ara à ~5° au Sud, et dans la perpendiculaire, ζ Ara à ~5° à l'Ouest.
Partant de ζ Ara, on repère suivant une ligne parallèle à la précédente ε Ara à ~3° au Nord, et η Ara à ~3° au Sud.

## Étoiles principales
L'Autel occupe une partie du ciel traversée par la Voie lactée. Bien que ses étoiles ne soient pas très brillantes à l'œil nu, plusieurs d'entre elles ont une magnitude absolue assez élevée.

### β Arae
L'étoile la plus brillante de l'Autel n'est pas son α mais sa β, avec une magnitude apparente de 2,85. β Ara est une géante lumineuse ou une supergéante rouge relativement éloignée, à environ 650 années-lumière. Elle est 5 600 fois plus lumineuse que le Soleil et environ 8 fois plus massive.

### α Arae
Unique étoile de la constellation portant un nom spécifique, Choo (« le bâton » en chinois), α Ara n'est moins lumineuse que β Ara que d'un petit pour cent en moyenne. Choo est une étoile bleue chaude, 2 200 fois plus lumineuse que le Soleil, mais seulement cinq fois plus grande.
Choo tourne très rapidement sur elle-même, en 3,8 heures à l'équateur, à la vitesse de 315 km/s. Elle est apparemment entourée d'un disque d'hydrogène ionisé.

### Autres étoiles
ζ Ara est une géante rouge. γ Ara, une supergéante, est une étoile double.

## Objets célestes

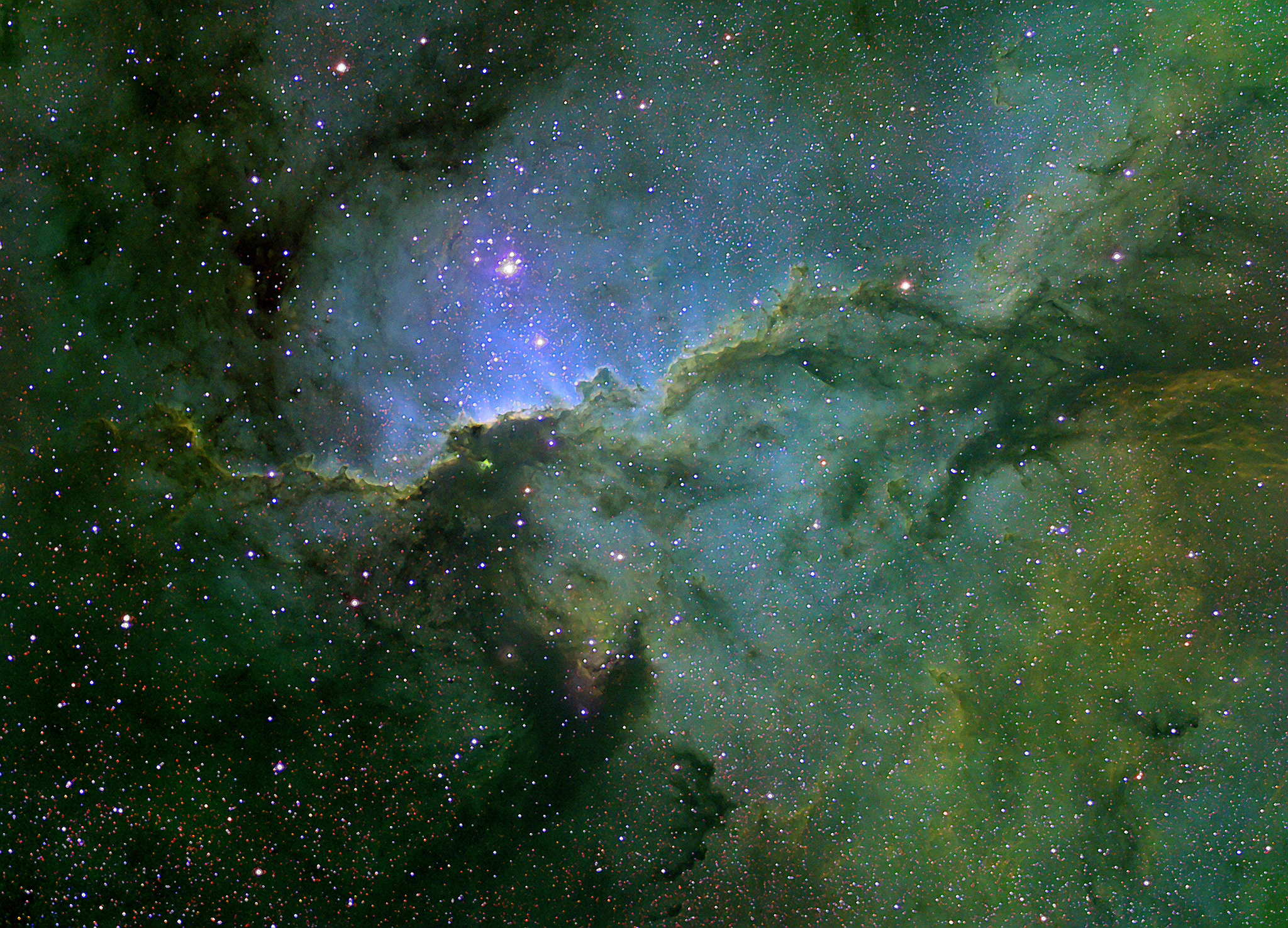
La nébuleuse NGC 6188 dans la constellation de l'Autel.

L'Autel héberge les amas globulaires NGC 6352 et NGC 6397, situés respectivement dans les parties Nord et Nord-Est de la constellation. D'une magnitude apparente égale à 5,73, soit proche de la limite de la visibilité à l'œil nu, NGC 6397 peut être discerné dans une paire de jumelles. Localisé à environ 7 800 années-lumière, il est aussi l'un des plus proches de nous. Un troisième amas globulaire, NGC 6362 (magnitude 8), se trouve tout au Sud de la constellation, proche de la frontière avec celle de l'Oiseau de Paradis.
Quelques amas ouverts situés sur le parcours de la Voie lactée se trouvent dans la partie Nord-Ouest de la constellation. Parmi ces derniers, NGC 6193 peut être visible à l'œil nu sous un ciel sombre, en l'absence de pollution lumineuse. Cet amas est niché au cœur de la nébuleuse NGC 6188, aussi connue sous le nom de « Dragons de l'Autel ».
Au Sud de la constellation, se trouve la galaxie spirale barrée NGC 6300. L'Autel abrite également un des rares trous noirs stellaires identifiés au sein de notre Voie lactée, GX 339-4 (ou V821 Arae).